# Siegfried & Roy: The Magic Box
Siegfried & Roy: The Magic Box (titlu original: Siegfried & Roy: The Magic Box) este un film american biografic din 1999 regizat de Brett Leonard. Rolurile principale au fost interpretate de magicienii Siegfried & Roy în propriile roluri și Anthony Hopkins ca narator.

## Prezentare
Filmul spune povestea vieții lui Siegfried și Roy. Siegfried descoperă o carte magică în vitrina unui comerciant și o dorește ca un mijloc de a-și rezolva problemele de acasă cu tatăl său. Tânărul Roy petrece mult timp în Grădina Zoologică din Bremen și în cele din urmă îl eliberează pe Chico, ghepardul. El pleacă cu o navă de croazieră spre New York, unde se întâlnește cu Siegfried, magicianul, și se alătură numărului său de magie.

## Distribuție

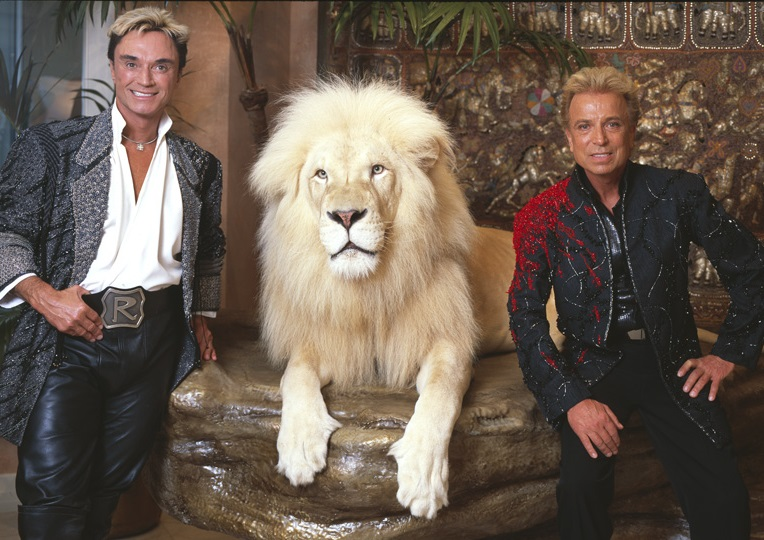
Siegfried & Roy cu leul lor alb

- Anthony Hopkins - narator
- Siegfried Fischbacher - rolul său
- Roy Horn - rolul său
- John Summers - Teen Siegfried
- Dillon McEwin - tânărul Siegfried
- Cameron Alexander - rolul său
- Richie Solomon - rolul său
- Steve Tom - Mr. Nagle
- Kelly Van Halen - Mrs. Nagle
- Chris Velvin - Dancer/Assistant

## Producție
Filmările au avut loc în Las Vegas, Nevada.

## Lansare
Filmul a fost prezentat în cinematografe IMAX și a avut, de asemenea, o lansare limitată în instituții educaționale, cum ar fi California Science Center, precum și în spații comerciale precum  cinematografele Edwards începând cu 1 octombrie 1999. A fost prezentat mai târziu la Festivalul International LGBTQ+ din San Francisco la 22 iunie 2000.

## Primire
Lawrence Van Gelder de la The New York Times a scris că filmul „trebuie considerat o dezamăgire” și nu a fost impresionat de formatul său 3D IMAX, menționând că „puține pare minunate” în acest film.